# Verbascum tiberiadis
Verbascum tiberiadis är en flenörtsväxtart som beskrevs av Pierre Edmond Boissier. Verbascum tiberiadis ingår i släktet kungsljus, och familjen flenörtsväxter. Inga underarter finns listade i Catalogue of Life.